# Бразговка Ірина Володимирівна
Ірина Володимирівна Бразговка (біл. Ірына Уладзіміраўна Бразгоўка; рос. Ирина Владимировна Бразговка; нар. 12 листопада 1954, Мінськ, БРСР, СРСР) — радянська російська акторка театру, кіно й телебачення.

## Життєпис
Ірина Бразговка народилася 12 листопада 1954 року в місті Мінськ, у сім'ї Володимира Андрійовича Бразговки — заступник міністра комунального господарства БРСР, та Ніни Володимирівни Гедемін — педагога, викладачки російської мови для іноземців.
Кінодебют відбувся у 1966 році в фільмі «Іду шукати», Ірина Бразговка виконала роль Валі, їй тоді було 12 років.
Закінчила акторський факультет ВДІКу (майстерня Сергія Бондарчука та Ірини Скобцевої). Після цього 20 років виступала в Ансамблі Дмитра Покровського.

## Особисте життя
У Ірини Бразговки є двоє доньок, старша Дарина — дочка Андрія Кончаловського, працює на телеканалі БУМ, молодша Олександра — дизайнерка.

## Фільмографія
| Рік       |   | Українська назва      | Оригінальна назва     | Роль                                                                                     |
| --------- | - | --------------------- | --------------------- | ---------------------------------------------------------------------------------------- |
| 2015      | с | Людмила Гурченко      | Людмила Гурченко      | Олена Костянтинівна, мати Кості Купервейса                                               |
| 2014—2015 | с | Скліфосовський-4      | Склифосовский         | Лідія Петрівна                                                                           |
| 2014      | с | Купрін                | Куприн                | господарка квартири                                                                      |
| 2013      | с | Агент                 | Агент                 | Марія Данилова                                                                           |
| 2012      | с | Кухня                 | Кухня                 | Джаель Копаш, елітарна кінорежисерка з Румунії                                           |
| 2012      | с | Мосгаз                | Мосгаз                | голова профкому ткацької фабрики                                                         |
| 2010      | ф | Москва, я люблю тебе! | Москва, я люблю тебя! | мати                                                                                     |
| 2009      | ф | Я                     | Я                     | мати                                                                                     |
| 2007      | ф | Мертві доньки         | Мёртвые дочери        | працівниця театру                                                                        |
| 2006      | с | Доктор Живаго         | Доктор Живаго         | Ганна Громеко                                                                            |
| 2006      | с | Виклик                | Вызов                 | Алла Переверзєва                                                                         |
| 2006      | ф | З полум'я і світла    | Из пламя и света      | Єлизавета Олексіївна Арсеньєва, бабуся Лермонтова                                        |
| 2004      | с | Московська сага       | Московская сага       | Клавдія                                                                                  |
| 1985      | ф | Контракт століття     | Контракт века         | кохана Фетісова                                                                          |
| 1984      | ф | Межа можливого        | Предел возможного     | Олена Голікова, журналістка, дружина Костянтина Голікова, пізніше – дружина Гната Ремеза |
| 1984      | с | Мертві душі           | Мёртвые души          | молода купчиха                                                                           |
| 1983      | ф | Петля                 | Петля                 | Люба                                                                                     |
| 1982      | ф | Гонки по вертикалі    | Гонки по вертикали    | Людмила Розніна, працівникця архіву                                                      |
| 1981      | ф | Прощання              | Прощание              | дівчина на косовищі                                                                      |
| 1978      | ф | Любаша                | Любаша                | Настя, молода жінка, солдатка з дітьми                                                   |
| 1978      | ф | Омелян Пугачов        | Емельян Пугачёв       | подруга Устини                                                                           |
| 1976      | ф | По вовчому сліду      | По волчьему следу     | Варвара                                                                                  |
| 1975      | ф | Хвилі Чорного моря    | Волны Чёрного моря    | Мотя у 18 років                                                                          |
| 1968      | ф | Іван Макарович        | Иван Макарович        | Зіна                                                                                     |
| 1966      | ф | Іду шукати            | Иду искать            | Валя                                                                                     |